# ابوبکار ساواداگو
ابوبکار ساواداگو (انگلیسی: Aboubacar Sawadogo؛ زادهٔ ۱۰ اوت ۱۹۸۹) بازیکن فوتبال است.
وی همچنین در تیم ملی فوتبال بورکینافاسو بازی کرده‌است.